# Jochen Diestelmann
Jochen Diestelmann (n. 3 iunie 1922, Darmstadt – d. 20 ianuarie 1983, Berlinul de Est) a fost un actor german.

## Cariera
Jochen Diestelmann a studiat actoria cu Mathias Wieman și Martin Hellberg. Revenit de pe front după cel de-al Doilea Război Mondial a jucat la teatrele din Hanovra și München. În acest timp, el a început o carieră în radio și televiziune, dublând în limba germană dialogurile din filme.
În 1955 a venit în Republica Democrată Germană și a devenit un actor ce a fost frecvent utilizat în roluri secundare de studioul DEFA și de Televiziunea Germană.
Diestelmann a lucrat ocazional și ca asistent al regizorilor Horst E. Brandt (În miniserialul TV Krupp und Krause - 1968 - și în KLK an PTX – Die Rote Kapelle - 1970), Egon Günther (în miniserialul TV Erziehung vor Verdun - 1973) și Egon Schlegel (în filmul Wer reißt denn gleich vor’m Teufel aus - 1977).
Soția sa, Hildegard Diestelmann (1920–1989), a fost și ea actriță, în timp ce fiul lor Stefan Diestelmann a fost un cunoscut cântăreț de blues al RDG-ului.

## Filmografie

### Actor
- 1948 Der Herr vom andern Stern, regia Heinz Hilpert
- 1951 Decizie înainte de zori (Decision Before Dawn), regia Anatole Litvak
- 1954 Hänsel și Gretel (Hänsel und Gretel), regia Walter Janssen
- 1954 Ein Mädchen aus Paris, regia Franz Seitz
- 1956 Thomas Müntzer – Ein Film deutscher Geschichte, regia Martin Hellberg
- 1956 Căpitanul din Köln (Der Hauptmann von Köln), regia Slátan Dudow
- 1957 Wo du hingehst…, regia Martin Hellberg
- 1957 Spielbank-Affäre, regia Arthur Pohl
- 1957 Mazurca dragostei (Mazurka der Liebe), regia Hans Müller
- 1959 Senta auf Abwegen, regie: Martin Hellberg
- 1959 Der kleine Kuno – Regia Kurt Jung-Alsen
- 1959 Intrigă și iubire (Kabale und Liebe), regia Martin Hellberg
- 1959 Das Feuerzeug, regia Siegfried Hartmann
- 1960 Trübe Wasser, regia Louis Daquin
- 1960 Strada Seiler nr. 8 (Seilergasse 8), regia Joachim Kunert
- 1960 Oameni cu aripi (Leute mit Flügeln), regia Konrad Wolf
- 1960 Cinci cartușe (Fünf Patronenhülsen), regia Frank Beyer
- 1960 Flucht aus der Hölle (film TV) – regia Hans-Erich Korbschmitt
- 1960 Frumoasa Lurette (Die schöne Lurette), regia Gottfried Kolditz
- 1960 Die heute über 40 sind, regia Kurt Jung-Alsen
- 1961 Dragostea și pilotul secund (Die Liebe und der Co-Pilot), regia Richard Groschopp
- 1961 Cazul Gleiwitz (Der Fall Gleiwitz), regia Gerhard Klein
- 1961 Gewissen in Aufruhr (film TV), regia Günter Reisch și Hans-Joachim Kasprzik
- 1961 Christine und die Störche, regia Jiří Jahn
- 1962 Die schwarze Galeere, regia Martin Hellberg
- 1962 Minna von Barnhelm oder Das Soldatenglück, regia Martin Hellberg
- 1962 Die aus der 12b
- 1962 Die letzte Chance (film TV), regia Hans-Joachim Kasprzik
- 1963 Pe urmele bandei (Die Glatzkopfbande), regia Richard Groschopp
- 1963 Karbid und Sauerampfer, regia Frank Beyer
- 1963 Medicamentul care ucide (Tote reden nicht), regia Helmut Krätzig
- 1963 Drei Kriege (film TV), regia Norbert Büchner
- 1963 Carl von Ossietzky (film TV), regia Richard Groschopp
- 1964 Das Lied vom Trompeter, regia Konrad Petzold
- 1964 Alaskafüchse, regia Werner W. Wallroth
- 1965 Wolf unter Wölfen (film TV), regia Hans-Joachim Kasprzik
- 1965 Solange Leben in mir ist, regia Günter Reisch
- 1965 Împăratul Cioc de Sturz (König Drosselbart), regia Walter Beck
- 1965 Episoden vom Glück (film TV), regia Helmut Krätzig
- 1965 Der Nachfolger (film TV), regia Ingrid Sander
- 1966 Geheimkommando (film TV), regia Helmut Krätzig
- 1967 Das Tal der sieben Monde, regia Gottfried Kolditz
- 1967 Begegnungen (film TV), regia Georg Leopold & Konrad Petzold
- 1967 Die gefrorenen Blitze, regia János Veiczi
- 1968 Treffpunkt Genf (film TV), regia Rudi Kurz
- 1968 Der Streit um den Sergeanten Grischa (film TV), regia Helmut Schiemann
- 1968 Abschied, regia Egon Günther
- 1970 Ora hotărâtoare (Meine Stunde Null), regia Joachim Hasler
- 1970 Fiecare moare singur (Jeder stirbt für sich allein), regia Hans-Joachim Kasprzik
- 1971 Artur Becker (film TV), regia Rudi Kurz
- 1971 Salut Germain (serial TV), regia Helmut Krätzig
- 1971 Husaren in Berlin, regia Erwin Stranka
- 1972 Trotz alledem!, regia Günter Reisch
- 1972 Gefährliche Reise (TV, ep. 6), regia Hans-Joachim Hildebrandt
- 1972 Kriminalfälle ohne Beispiel: Der Fall Brühne-Ferbach (film TV), regia Hubert Hoelzke
- 1972 Die gestohlene Schlacht, regia Erwin Stranka
- 1973 Pantalonii cavalerului von Bredow (Die Hosen des Ritters von Bredow), regia Konrad Petzold
- 1973 Die Brüder Lautensack (TV, ep. 3), regia Hans-Joachim Kasprzik
- 1973/76 Das unsichtbare Visier (film TV), regia Peter Hagen
- 1974 Hallo, Taxi! (TV), regia Hans Knötzsch
- 1974 Die Frauen der Wardins (film TV), regia Helmut Krätzig, Michael Englberger
- 1975 Lotte la Weimar (Lotte in Weimar), regia Egon Günther
- 1975 Mein blauer Vogel fliegt, regia Celino Bleiweiß
- 1976 Das Mädchen Krümel (serial TV), regia Rainer Hausdorf
- 1976 Requiem für Hans Grundig (film TV), regia Achim Hübner
- 1976 Die Leiden des jungen Werthers, regia Egon Günther
- 1976 Absage an Viktoria (TV), regia Celino Bleiweiß
- 1976 Heimkehr in ein fremdes Land (TV, ep. 3), regia Manfred Mosblech
- 1976 Sein letzter Fall (TV, ep. 2), regia Kurt Veth
- 1977 Wer reißt denn gleich vor’m Teufel aus, regia Egon Schlegel
- 1979 Die Birke da oben (film TV), regia Peter Vogel
- 1979 Chiffriert an Chef – Ausfall Nr. 5, regia Helmut Dziuba
- 1979 Karlchen, durchhalten (film TV), regia Siegfried Hartmann
- 1979 Polizeiruf 110: Die letzte Fahrt (miniserial TV), regia Manfred Mosblech
- 1979 Die Rache des Kapitäns Mitchell (film TV), regia Christa Mühl
- 1980 Suturp – Eine Liebesgeschichte (film TV), regia Gerd Keil
- 1980 Puppen für die Nacht (film TV), regia Christa Mühl
- 1980 Mein Vater Alfons, regia Hans Kratzert
- 1981 Märkische Forschungen, regia Roland Gräf
- 1982 Hotel Polan und seine Gäste (film TV), regia Horst Seemann
- 1982 Der Aufenthalt, regia Frank Beyer
- 1983 Die Schüsse der Arche Noah, regia Egon Schlegel

### Regizor secund
- Nemuritorii (1974)